# Agelaia pallipes
Agelaia pallipes är en getingart som först beskrevs av Olivier 1791.  Agelaia pallipes ingår i släktet Agelaia och familjen getingar.

## Underarter
Arten delas in i följande underarter:
- A. p. cuzcoensis
- A. p. festae